# Gary Thomasson
Gary Leah Thomasson (né le 29 juillet 1951 à San Diego, Californie, États-Unis) est un voltigeur de baseball qui a évolué en Ligue majeure de 1972 à 1980 et au Japon en 1981 et 1982.
Joueur des Giants de San Francisco, des A's d'Oakland, des Yankees de New York, des Dodgers de Los Angeles et des Yomiuri Giants, Thomasson a remporté la Série mondiale 1978 avec New York.

## Carrière

### Ligue majeure de baseball
Gary Thomasson est repêché par les Giants de San Francisco au 7e tour de sélection en 1969. Il fait ses débuts dans le baseball majeur le 5 septembre 1972 et passe la majorité de sa carrière avec San Francisco, jusqu'à la fin de la saison 1977. Cette dernière année est sa meilleure offensivement avec, en 145 matchs joués, des records personnels de 114 coups sûrs, 24 doubles, 6 triples, 17 circuits, 71 points produits, 63 points marqués et 16 buts volés. Il frappe pour ,256 en 1977. Sa moyenne au bâton la plus élevée en une saison est de ,285 en 112 parties à sa saison recrue en 1973 à San Francisco.
Le 15 mars 1978, Thomasson est l'un des 7 joueurs transférés par les Giants aux A's d'Oakland pour obtenir le lanceur étoile Vida Blue. Le 15 juin suivant, après avoir amorcé la saison à Oakland et n'y avoir frappé que pour ,201 en 47 parties, Thomasson est transféré aux Yankees de New York en échange du voltigeur Dell Alston et du joueur de troisième but Mickey Klutts. Thomasson termine l'année avec New York et participe à la conquête de la Série mondiale 1978. Il ne débute qu'un seul match au champ extérieur, le 2e de la finale, et intervient dans deux autres comme réserviste. Il réussit un coup sûr en 4 présences au bâton contre les Dodgers de Los Angeles.
Échangé aux Dodgers contre le receveur Brad Gulden avant la saison 1979, Thomasson frappe 14 circuits et produit 45 points pour Los Angeles dans l'année qui suit. Il y joue sa dernière saison dans les majeures en 1980.
Gary Thomasson a disputé 901 matchs dans le baseball majeur. Il compte 591 coups sûrs, 103 doubles, 25 triples, 61 circuits, 294 points produits, 315 points marqués et 50 buts volés. Sa moyenne au bâton en carrière s'élève à ,249.

### Japon
Thomasson quitte les États-Unis pour le Japon en 1981, où il signe un contrat avec les Yomiuri Giants, le club le plus titré de la NPB. Les attentes envers le joueur américain sont grandes, et la déception l'est tout autant. Celui que l'on percevait comme un éventuel successeur au roi des coups de circuit, Sadaharu Oh, s'adapte mal au style des lanceurs nippons. Les fans japonais de baseball déforment son nom en « Thomas-son », un jeu de mots avec le mot japonais son, qui signifie « perte » ou « dommage ». Malgré 20 circuits en 120 matchs à sa première saison à Tokyo, Thomasson est 132 fois retiré sur des prises, considérablement plus souvent en moyenne que durant ses années en Amérique. 
Il ne frappe que pour ,187 en 47 matchs en 1982 et conclut sa carrière japonaise avec 119 coups sûrs, 20 circuits, 55 points produits et une moyenne au bâton de ,249 en 167 parties jouées. Il tente un retour dans les majeures avec les Mariners de Seattle en 1983 mais est retranché durant le camp d'entraînement.

## Dans la culture populaire
Les « thomassons » sont des objets inutiles ou obsolètes abandonnés en milieu urbain, auxquels on attribue une certaine qualité artistique. Le mot a été inventé par l'artiste et écrivain japonais Genpei Akasegawa, qui a entrepris de les photographier et de les répertorier, et utilisé pour la première fois le terme dans son livre Hyperart Thomasson (traduit du japonais en 2009) en 1985. Il a baptisé ce type d'objet en référence à Gary Thomasson, joueur engagé à fort prix par l'équipe de baseball de Tokyo et finalement abandonné sur le banc des joueurs, plus souvent qu'autrement écarté de l'effectif. Dans Virtual Light en 1993, l'auteur de science-fiction William Gibson qualifie de « thomasson » son portrait dystopique de la ville de San Francisco.